# Tripteroides bisquamamtus
Tripteroides bisquamamtus är en tvåvingeart som beskrevs av Lee 1946. Tripteroides bisquamamtus ingår i släktet Tripteroides och familjen stickmyggor. Inga underarter finns listade i Catalogue of Life.